# Lövő

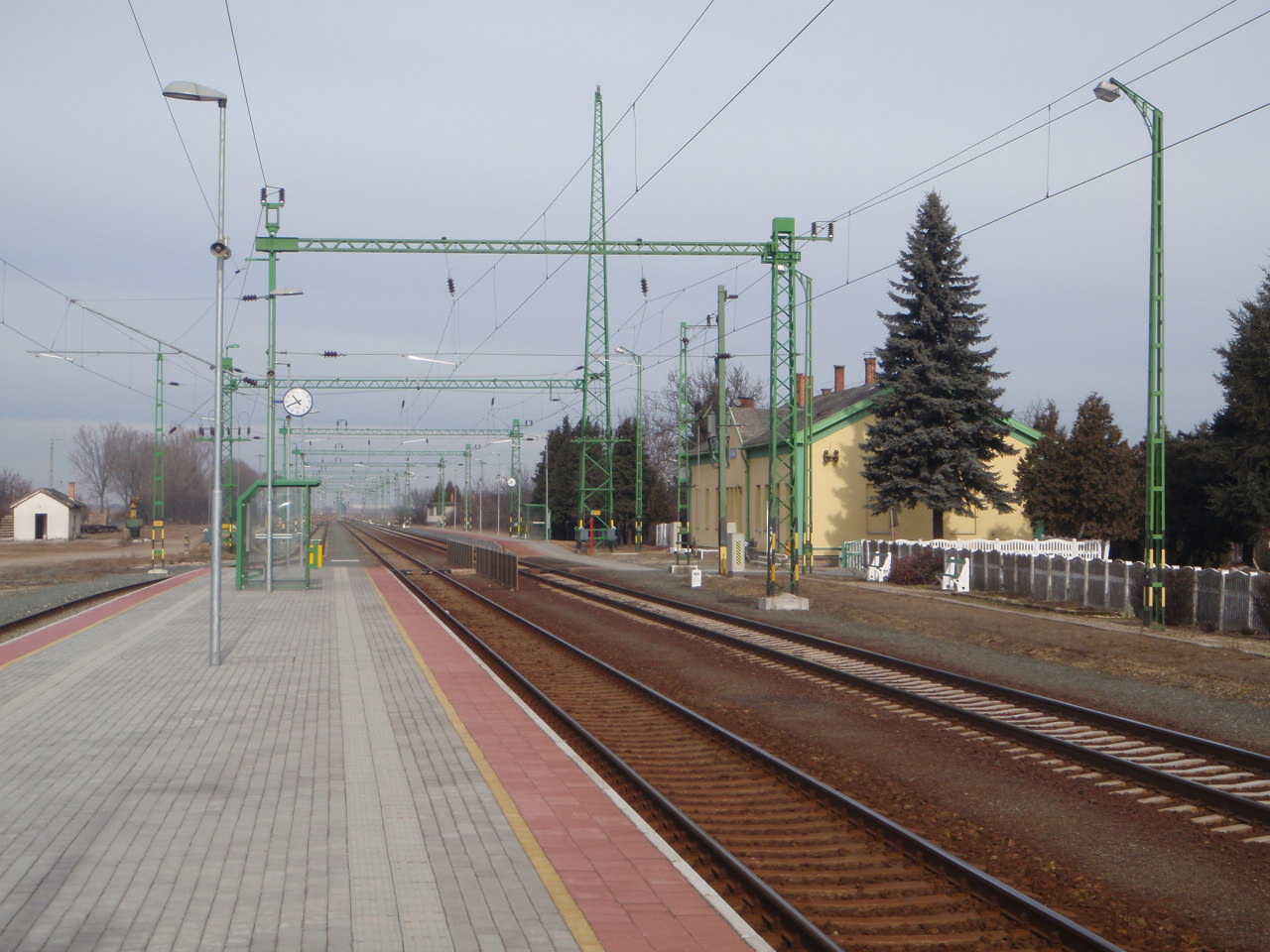
Železniční stanice v Lövő

Lövő (až do roku 1905 Német-Lövő, chorvatsky Livir nebo Liver) je vesnice v župě Győr-Moson-Sopron, v okresu Sopron. Rozloha obce je 17,47 km² a v lednu 2013 zde žilo 1427 obyvatel.

## Poloha
Obcí prochází hlavní silnice č. 84 ze Sopronu k Balatonu. Na severním okraji vesnice je železniční stanice na trati Sopron – Szombathely.
Sousední obce jsou: na severovýchodě Röjtökmuzsaj, na severu Sopronkövesd, na západě Völcsej a na jihu Nemeskér. Podél obce na východním okraji protéká potok s názvem Kardos ér. Obec se rozkládá v nadmořské výšce mezi 178 – 195 m.